# Лаблаш, Луиджи
Луиджи Лаблаш (итал. Luigi Lablache; 6 декабря 1794, Неаполь — 23 января 1858, Неаполь) — итальянский оперный певец (бас). Современники отмечают, что он обладал удивительно мощным голосом, который вполне соответствовал и его мощному облику. В последние годы жизни служил в театрах России.

## Биография
Отец — французский коммерсант, мать — ирландка. С детства занимался музыкой, играл на скрипке и контрабасе. В 1814 году он совместно со своей женой Терезой Пинотти получает свой первый ангажемент — в Сицилии. 
Дебютировал в «Ла Скала» в 1821 году в роли Дандини в «Золушке» Россини, сразу получив огромный успех, который так и сопровождал его до конца жизни. А. Н. Серов причислял его к «категории великих певцов‑актёров». В 1827 году Шуберт посвятил Лаблашу три итальянские песни. В том же году он исполнил «Реквием» Моцарта на похоронах Бетховена, а в 1849 году пел его же вместе с Полиной Виардо и Анаис Кастель на похоронах Шопена. 
Лаблаш был известен всей Европе, ибо пел с блестящим успехом не только в Париже и Лондоне, но и в Неаполе, Палермо, Милане, Турине, Вене. В 1836—1837 преподавал вокал будущей королеве Виктории. 
В 1852 году Лаблаш приехал в Санкт-Петербург и выступал до сезона 1856/57 года в императорской итальянской опере. Летом 1857 года, когда врачи заявили о неизлечимости его заболевания, актёр испросил у Александра II разрешения вернуться в свой родной город, где он намеревался закончить свои дни. По его рекомендации в Россию был приглашен другой известный итальянский певец — Камилло Эверарди.
Скончался в Неаполе 23 января 1858 года. Среди потомков Лаблаша — английский актёр Стюарт Грейнджер.

## Творчество
Голос красивого тембра, полный, энергичный, имел большой вокальный диапазон. Оперные партии: Джеронимо («Тайный брак» Чимарозы), Оровезо («Норма» Беллини), Уилтон («Пуритане» Беллини, первый исполнитель 1835), граф Моор («Разбойники» Верди, первый исполнитель 1847), («Севильский цирюльник» Паизиелло), Отелло («Отелло» Верди), Вильгельм Телль («Вильгельм Телль» Россини), Моисей («Моисей» Россини), Дон Паскуале («Дон Паскуале» Доницетти), Генрих VIII («Анна Болейн» Доницетти), «Любовный напиток» Доницетти, «Семирамида» и «Сорока-воровка» Россини, др. Джузеппе Мадзини так пишет об одном из представлений оперы «Анна Болейн»: 

«…индивидуальность характеров, которой столь варварски пренебрегают слепые подражатели россиниевской лирики, во многих произведениях Доницетти старательно соблюдена и очерчена с редкостной силой. Кто не услышал в музыкальном изображении Генриха VIII жестокую, одновременно тираническую и неестественную его манеру, о которой повествует история? И когда Лаблаш бросает эти слова: „Ha трон английский сядет другая, любви будет более достойна“, кто не чувствует, как у него содрогается душа, кто не постигает в эту минуту тайну тирана, кто не обводит взором этот двор, обрекший на смерть Болейн?»
Создал школу пения, которая включала 28 упражнений для баса. Большой успех имела его работа «Метод пения» (Methode de chant, 1846), изданная в 1881 году на русском языке под названием «Полная школа для пения».  Автор вокализов и других музыкальных произведений.